# Wario Land 4
Wario Land 4 (eller Wario Land Advance) är ett plattformsspel till Game Boy Advance, utgivet av Nintendo. Detta spel utspelar sig efter Wario Land 3.

Wario sitter och läser tidningen, då han ser en artikel om en mystisk pyramid djupt inne i djungeln. Han slösar ingen tid utan beger sig direkt till pyramiden. Väl där finner han en svart katt som han börjar jaga. Wario ramlar då ner i pyramiden och det är nu spelarens uppdrag att få ut Wario ur pyramiden samtidigt som man ska samla på sig skatter (liknande handling i spelet Virtual Boy Wario Land).